# Bobby Ellsworth
Bobby "Blitz" Ellsworth (ur. 5 maja 1959 w New Jersey) – amerykański muzyk i wokalista. Członek oraz wieloletni wokalista amerykańskiej grupy muzycznej Overkill. Od 2006 roku występuje także w zespole The Cursed.
27 czerwca 2002 roku podczas koncertu Overkill w Norymberdze wokalista doznał udaru mózgu. Zdarzenie ostatecznie okazało się niegroźne, a Ellsworth odzyskał sprawność w przeciągu kilku tygodni.
Poza działalnością artystyczną wraz z żoną prowadzi cukiernię Chocolaterie w Nyack w stanie Nowy Jork.

## Dyskografia
The Cursed
- Room Full of Sinners (2007)

Gościnnie
- Destruction - The Curse of the Antichrist - Live in Agony (2009)
- Destruction - A Savage Symphony - The History of Annihilation (2010, DVD)

## Filmografia
- Get Thrashed (2006, film dokumentalny, reżyseria: Rick Ernst)[7]